# Championnat d'Autriche de hockey sur glace 1998-1999
Saison précédente Saison suivante
Le championnat 1998-1999 de hockey sur glace d'Autriche a été remporté par l'EC VSV. La saison régulière est raccourcie en raison de la participation des équipes à l'Alpenliga.

## Saison régulière
Classement
| Place | Équipe        | PJ | V | DP    | Diff. | Pts    |
| ----- | ------------- | -- | - | ----- | ----- | ------ |
| 1er   | EC VSV        | 12 | 8 | 4 (1) | 43:33 | 21 (4) |
| 2e    | EC KAC        | 12 | 7 | 5 (0) | 43:33 | 17 (3) |
| 3e    | Wiener EV     | 12 | 5 | 7 (2) | 35:46 | 14 (2) |
| 4e    | VEU Feldkirch | 12 | 4 | 8 (0) | 41:50 | 9 (1)  |

## Séries éliminatoires
|  | Demi-finales  | Demi-finales |   |  | Finales | Finales |  |
|  |               |              |   |  |         |         |  |
|  | EC VSV        | 4            |   |  |         |         |  |
|  | VEU Feldkirch | 1            |   |  |         |         |  |
|  |               |              |   |  | EC VSV  | 4       |  |
|  |               | EC KAC       | 2 |  |         |         |  |
|  | EC KAC        | 4            |   |  |         |         |  |
|  | Wiener EV     | 0            |   |  |         |         |  |

### Demi-finales
| EC VSV (1) - VEU Feldkirch (4) | 4:1 | 2:3 a.p. | 4:1 | 5:3 | 5:3 | 5:2 |  |  |
| EC KAC (2) - Wiener EV (3)     | 4:0 | 7:3      | 5:3 | 7:1 | 6:3 |     |  |  |

### Finale
| EC VSV (1) - EC KAC (2) | 4:2 | 5:1 | 5:6 | 3:2 | 2:1 | 5:6 | 9:3 |  |

## Classement
1. EC VSV
2. EC KAC
3. VEU Feldkirch
4. Wiener EV

## Effectif vainqueur
| Champions d'Autriche EC VSV | Gardiens de but : Mike O´Neill , Gerhard Thomasser Défenseurs : Gordon Donnelly , Herbert Hohenberger, Engelbert Linder, Brad Schlegel , Tom Searle, Gerhard Unterluggauer, Attaquants : Chris Baxter , Gino Cavallini , Roland Kowalczyk, Günther Lanzinger, Wolfgang Kr omp, Eric Murano , Marty Murray , Marco Pewal, Martin Pewal, Ray Podloski, Andreas Pusnik, Jean-Yves Roy , Kent Salfi, Roland Schurian Entraîneur : Ron Kennedy |